# Veliki Osolnik
Veliki Osolnik este o localitate din comuna Velike Lašče, Slovenia, cu o populație de 78 de locuitori.